# Jung Woo
Jung Woo (en hangul 정우; nacido como Kim Jung-guk el 14 de enero de 1981) es un actor surcoreano.  Es conocido sobre todo por su trabajo en las series Reply 1994 (2013) y You're the Best, Lee Soon-shin (2013).

## Carrera
Es miembro de la agencia BH Entertainment.
Jung Woo hizo su debut en 2006; empezó su carrera apareciendo en pequeños papeles en cine y televisión. Llamó la atención en 2008 por su papel como un villano adorable y descarado pese a su dudosa moralidad en la película de acción Spare, el debut como director de Lee Seong-han.
En 2009, Lee dirigió a Jung Woo nuevamente, esta vez en el papel principal en Wish, una película que Jung Woo había escrito él mismo basándose en sus propias experiencias como un joven con problemas que soñaba con convertirse en el luchador número uno en su escuela. El personaje usa su nombre real Kim Jung-guk y el apodo de Jjianggu, la película fue filmada en la casa de su infancia y en la escuela secundaria Busan Commercial High School, y los amigos de la vida real de Jung Woo se interpretan a sí mismos en la película. Abarcando los años desde la vida escolar de Jjianggu hasta los últimos días de su padre, la película fue seleccionada para la sección oficial en el Festival Internacional de Cine de Busan de 2009. Jung Woo fue elogiado por su actuación y ganó el premio al Mejor actor revelación en los prestigiosos Premios Grand Bell en 2010.
En 2013, Jung Woo interpretó un papel secundario como un panadero que se enamora de una madre divorciada en el drama familiar You're the Best, Lee Soon-shin. Su popularidad aumentó aún más cuando fue elegido como uno de los protagonistas de Reply 1994, una serie por cable sobre un grupo de jóvenes estudiantes de diferentes regiones de Corea que vivían juntos en una pensión mientras iban a la universidad en Seúl en la década de 1990. A esto le siguió un papel en la película de espionaje de autor Red Family, producida por Kim Ki-duk.
Jung Woo protagonizó a continuación la película biográfica musical C'est Si Bon de 2015. Ambientada en el café de música en vivo del mismo nombre en Mugyo-dong, en el centro de Seúl, la película mostraba la formación del legendario grupo de música folclórica Twin Folio, que estuvo activo desde los años sesenta hasta los ochenta.
En 2019, Jung fue elegido para la película de gánsteres The Boiling Blood.
El 19 de enero de 2021 un representante de la agencia de Jung Woo declaró que este estaba considerando participar en la serie Una familia ejemplar con el papel de Park Dong-ha. En agosto se confirmó el reparto y la producción de la serie, que se estrenó en agosto de 2022.
En noviembre del mismo año se anunció que estaba en pláticas para unirse al elenco de la serie Mental Coach Jegal, donde interpreta a Je Gal-gil, un antiguo atleta nacional de Taekwondo que dejó la práctica deportiva tras un escándalo y se convirtió en entrenador mental.

## Vida personal
Jung Woo se casó con la actriz Kim Yoo-mi el 16 de enero de 2016. La relación de la pareja inició después de protagonizar juntos la película Red Family (2013).

## Filmografía

### Películas
| Año  | Título                               | Papel                      | Notas                             | Ref.   |
| ---- | ------------------------------------ | -------------------------- | --------------------------------- | ------ |
| 2001 | Running 7 Dogs                       |                            |                                   |        |
| 2002 | Break Out                            | secuaz 7                   |                                   |        |
| 2002 | Conduct Zero                         | gánster Dan-gun            |                                   |        |
| 2003 | My Tutor Friend                      | matón                      |                                   |        |
| 2003 | A Good Lawyer's Wife                 | gamberro del vecindario    |                                   |        |
| 2003 | Spring Breeze                        | amigo 2                    |                                   |        |
| 2004 | He Was Cool                          | Ppa-Park-yi                |                                   |        |
| 2004 | Spin Kick                            | Park Do-soo                |                                   |        |
| 2005 | The President's Last Bang            | Han Jae-guk                |                                   |        |
| 2006 | Bloody Tie                           | detective Kim              |                                   |        |
| 2006 | The City of Violence                 | joven Wang-jae             |                                   |        |
| 2006 | How the Lack of Love Affects Two Men | persona ignorante          |                                   |        |
| 2008 | Fate                                 | Choi Jung-hak              |                                   |        |
| 2008 | Spare                                | Gil-do                     |                                   |        |
| 2008 | Dachimawa Lee                        | capitán de policía militar |                                   |        |
| 2008 | Summer Whispers                      | Jung-sik                   |                                   |        |
| 2009 | Wish                                 | Jjianggu                   | acreditado también como guionista |        |
| 2012 | Doomsday Book                        | Joong-dong                 | parte "A Brave New World"         |        |
| 2013 | Red Family                           | Kim Jae-hong               |                                   |        |
| 2015 | C'est Si Bon                         | Oh Geun-tae                |                                   |        |
| 2015 | The Himalayas                        | Park Mu-taek               |                                   |        |
| 2017 | New Trial                            | Lee Joon-young             |                                   |        |
| 2018 | Heung-boo: The Revolutionist         | Heung-boo                  |                                   |        |
| 2018 | Fifth Column                         | Yoon Joong-hyeon           |                                   |        |
| 2018 | Good Neighbor                        |                            |                                   |        |
| 2022 | Hot Blooded                          | Hee Soo                    |                                   |        |
| 2024 | Dirty Money                          | detective Myeong-deuk      |                                   | [ 21 ] |

### Series de televisión
| Año       | Título                           | Papel                      | Canal    | Ref.                 |
| --------- | -------------------------------- | -------------------------- | -------- | -------------------- |
| 2005      | Sad Love Story                   | Lee Min-ho                 | MBC      |                      |
| 2005      | Princess Lulu                    | Assistant manager Lee      | SBS      |                      |
| 2007      | If In Love...Like Them           |                            | SBS/Mnet |                      |
| 2007      | Cruel Love                       | Han Jung-woo               | KBS2     |                      |
| 2009      | Cinderella Man                   | Ma Yi-san                  | MBC      |                      |
| 2009      | Green Coach                      | Kang Seok-jong             | SBS      |                      |
| 2010      | Dandelion Family                 | Kim No-shik                | MBC      | [ 22 ]               |
| 2012      | Drama Special "The Great Dipper" | Park Yong-dae              | KBS2     |                      |
| 2013      | You Are the Best!                | Seo Jin-wook               | KBS2     |                      |
| 2013      | Reply 1994                       | Sseureki(nickname)         | tvN      |                      |
| 2015–2016 | Reply 1988                       | Sseureki(nickname) (cameo) | tvN      |                      |
| 2021      | Un amor loco                     | Noh Hwi-Oh                 | KakaoTV  |                      |
| 2022      | Una familia ejemplar             | Dong-ha                    | Netflix  | [ 23 ]               |
| 2022      | Mental Coach Jegal               | Je Gal-gil                 | tvN      | [ 24 ] [ 25 ] [ 26 ] |
| 2023      | Hermanos milagrosos              | Yuk Dong-joo               | jTBC     | [ 27 ] [ 28 ]        |

### Espectáculos de variedades
| Año  | Título                                           | Función             | Canal   | Ref.   |
| ---- | ------------------------------------------------ | ------------------- | ------- | ------ |
| 2016 | Youth Over Flowers                               | Miembro del reparto | tvN     |        |
| 2021 | Warning of the Earth - 100 People's Leading Show | Invitado            | KBS UHD | [ 29 ] |

### Vídeos musicales
| Año  | Título canción               | Artista               |
| ---- | ---------------------------- | --------------------- |
| 2004 | "Incurable Disease"          | Wheesung              |
| 2004 | "Fall in Love with Someone"  | Wheesung              |
| 2006 | "The Day"                    | JeA y Kim Yeonji      |
| 2007 | "New Skin"                   | Monday Kiz            |
| 2007 | "A Good Man"                 | Monday Kiz            |
| 2007 | "The Man"                    | Monday Kiz            |
| 2007 | "What Can I Do If I Like It" | Black Pearl           |
| 2007 | "Finally It's You"           | Black Pearl           |
| 2007 | "White Lie"                  | Lee Seung-gi          |
| 2007 | "Why Are You Leaving"        | Lee Seung-gi          |
| 2008 | "That Person"                | SeeYa                 |
| 2008 | "Without Me"                 | SeeYa                 |
| 2009 | "Jjarajajja"                 | Joo Hyun-mi y Seohyun |
| 2009 | "It's Over"                  | Jung Yup              |

## Premios y candidaturas
| Año  | Premio                                             | Categoría                                  | Papel                          | Resultado | Ref.   |
| ---- | -------------------------------------------------- | ------------------------------------------ | ------------------------------ | --------- | ------ |
| 2010 | 47th Grand Bell Awards                             | Mejor actor revelación                     | Wish                           | Ganador   |        |
| 2013 | KBS Drama Awards                                   | Mejor actor revelación                     | You're the Best, Lee Soon-shin | Ganador   | [ 30 ] |
| 2014 | 9th Asia Model Festival Awards                     | Premio a la popularidad                    | —                              | Ganador   |        |
| 2014 | 50th Baeksang Arts Awards                          | Mejor actor revelación (TV)                | Reply 1994                     | Ganador   | [ 31 ] |
| 2014 | 50th Baeksang Arts Awards                          | Actor más popular (TV)                     | Reply 1994                     | Nominado  | [ 31 ] |
| 2014 | 9th Seoul International Drama Awards               | Elección del público, actor                | Reply 1994                     | Nominado  |        |
| 2014 | 3rd APAN Star Awards                               | Premio a la excelencia, actor en miniserie | Reply 1994                     | Ganador   |        |
| 2015 | 19th Bucheon International Fantastic Film Festival | Premio Fantasia                            | C'est Si Bon                   | Ganador   | [ 32 ] |
| 2017 | 53rd Baeksang Arts Awards                          | Actor más popular (cine)                   | New Trial                      | Nominado  |        |
| 2022 | 58th Baeksang Arts Award                           | Mejor actor (Cine)                         | Hot Blooded                    | Nominado  | [ 33 ] |